# Katarina Olofsson
Katarina Olofsson (nascida em 1943) é uma política sueca e membro do Riksdag pelo Partido Democrata (SD) da Suécia. Ela representa o distrito eleitoral do Condado de Estocolmo. É também presidente da sucursal do SD no município de Upplands-Bro. Olofsson é uma engenheira civil aposentada e descreveu o chamado Acordo de dezembro após a crise do governo sueco de 2014 como o factor que a levou a juntar-se aos democratas suecos e tornar-se politicamente activa.